# Römerstraße Neckar-Alb-Aare (Verein)

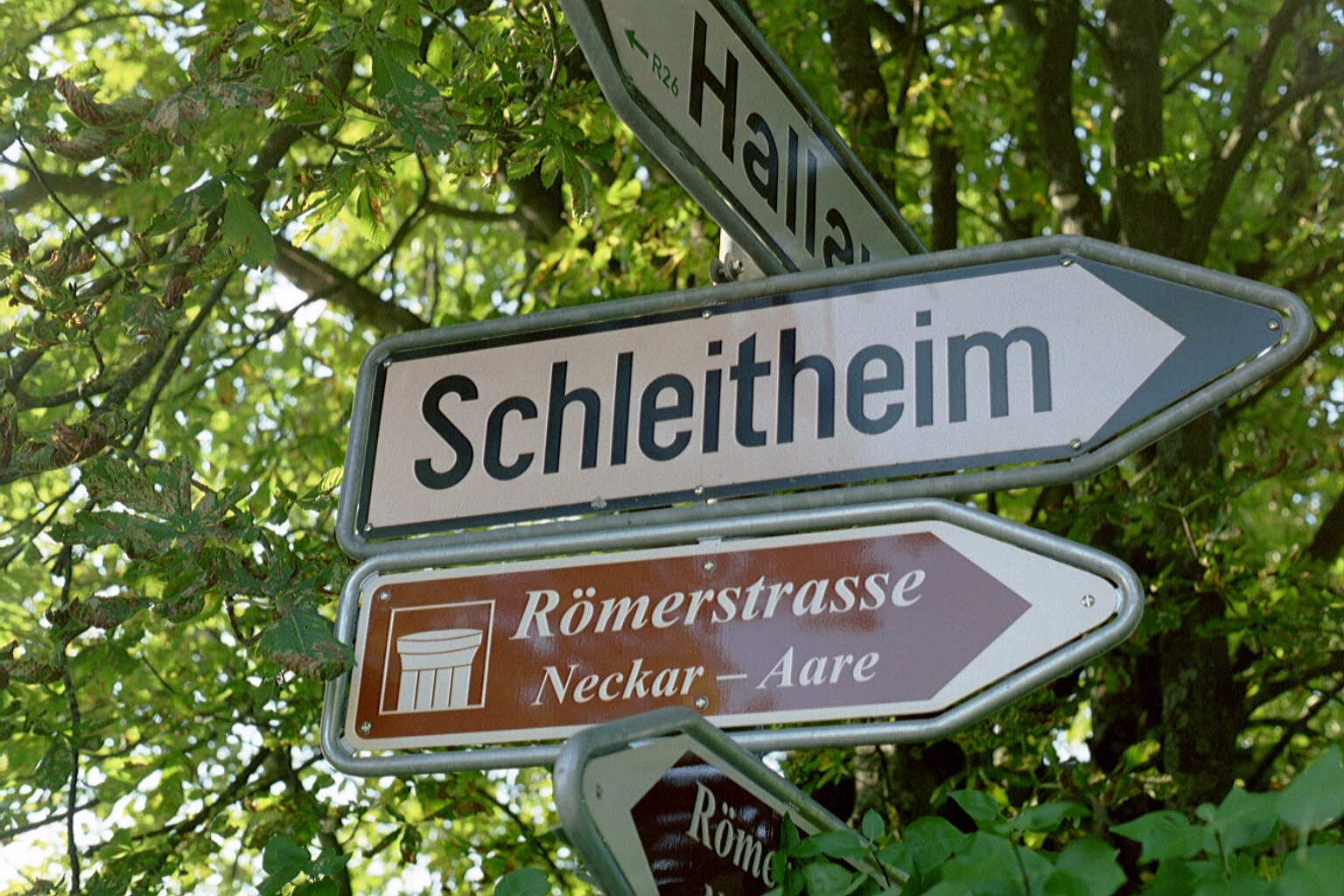
Ausschilderung der Straße vor Iuliomagus

Der Verein Römerstraße Neckar-Alb-Aare ist Träger eines Tourismus-Projekts im Süden Baden-Württembergs und der Nordschweiz. Das Projekt orientiert sich am Verlauf einer historischen Römerstraße (mit Abzweigungen) und bewirbt die an der Route und im Umfeld gelegenen archäologischen Orte, Monumente und Museen. Die Strecke besitzt nach der Definition des „Deutschen Fremdenverkehrsverbandes“ als Römerstraße Neckar-Alb-Aare die Merkmale einer Ferienstraße.
Geschäftsstelle ist der Verein Römerstrasse Neckar-Alb-Aare e.V. in Rottweil, Geschäftsführerin ist Christiane Frank.

## Gründung und Projektentwicklung
Hintergrund
Seit dem 19. Jahrhundert entwickelte sich ein Bewusstsein von „Heimatgeschichte“ – gebildete Menschen, oft Lehrer, aber auch von der Sache faszinierte Stadt- und Dorfbewohner sammelten Überlieferungen und auch das Wissen um „historische (Fund-)Plätze“. Wissenschaftliches Denken bewirkte bei den Heimatforschern Sorgsamkeit bei Ausgrabungen, die im Gebiet des heutigen Baden-Württemberg häufig auf Hinterlassenschaften der Römer bezogen sind. Die Regionen waren für Jahrhunderte Teil des Römischen Reichs. Eine beachtenswerte Anzahl von Städten und Gemeinden kann mit Ausgrabungen, sogar noch sichtbaren Monumenten und mit Museen aufwarten. Seit der Nachkriegszeit wuchs ein allgemeines Interesse an einer über Spezialistentum und Lokalität hinausgehenden Kenntnis weitreichender politisch-militärischer, kultureller und auch architektonischer Zusammenhänge.
Dennoch war in der öffentlichen Darstellung vorwiegend die Limesstraße als Wegführung entlang der militärischen Grenzbefestigung bekannt. Das Hinterland mit seinen vielen, vor allem auch thematisch sehr unterschiedlichen Hinterlassenschaften, war demgegenüber wenig bis gar nicht präsent. Zudem taten sich vor allem die vielen kleinen Orte an der Strecke schwer, ihre Sehenswürdigkeiten adäquat bekannt zu machen.
„So entstand in Rottenburg 1998 die Idee, entlang dieser antiken Strecke (die Originaltrasse ist natürlich nur an wenigen Stellen und ausschnitthaft belegt) eine moderne Touristikstraße einzurichten, um all die kleinen und großen Sehenswürdigkeiten übergreifend bewerben zu können und Synergie-Effekte zu nutzen.“
Schrittweiser Ausbau
„Zunächst wurde unter dem Namen ‚Römerstraße Neckar-Alb‘ der Abschnitt von Köngen bis Burladingen eingerichtet (Einweihung im Jahr 2000), dann folgte relativ rasch die Erweiterung bis Rottweil und von dort nach Brugg/Windisch (Einweihung 2004) bzw. Stein am Rhein/Eschenz.“ Danach wurde das Projekt in ‚Römerstraße Neckar-Alb-Aare‘ umbenannt. Seit 2014 wird die Route in der Schweiz über Pfyn bis Frauenfeld geführt.
Die Routen führen nur dort, wo sie modern überbaut wurden, auf historischen Passagen und nutzen überwiegend nahe liegende Bundes- und Landesstraßen, die zu den beworbenen historischen Sehenswürdigkeiten führen. Jedoch ist festzustellen, dass heute wie vor 2000 Jahren die Hauptverkehrsverbindungen aus der Schweiz und zwischen Schwarzwald und Schwäbischer Alb nach Norden führen. Die Ursprünglichkeit gilt auch für lokale Wegenetze.
Träger des Vereins sind anliegende Stadt-, Gemeinde- und Kreisverwaltungen, Kulturämter, Vereine und archäologische Ämter in Deutschland und der Schweiz. In konzeptionellen Dingen wird der Verein von den anliegenden Tourismusverbänden beraten, in fachlichen Angelegenheiten durch einen wissenschaftlichen Beirat von Persönlichkeiten aus archäologischen Instituten und Museen.

## Konzeption und Organisation
Allgemeine Vermittlung der Kenntnisse
So wurden in Zusammenarbeit von Fachleuten und örtlich Verantwortlichen archäologische Fundorte und Museen koordiniert – geografisch verbunden durch Straßen oder Flussläufe, denn erst dann lassen die „einzelnen Stationen […] die römische Geschichte in vielen Facetten lebendig werden.“ Dazu machte dies Konzept reizvoll, dass „dabei wie in der Antike […] die Grenzen zwischen dem deutschen Südwesten und der Schweiz überwunden (werden).“
Angebote
Zahlreiche Orts- und Museumsführungen, Aktionstage und „Römerfeste“ – mit einer Reihe von original ausgerüsteten und agierenden Legionärs- und Volksgruppen –; dazu Vorträge und Sonderausstellungen, ergänzen Touren, die von Touristen und Fachinteressenten eigenständig unternommen werden können. Die Webseite versammelt eine Fülle an Informationsangeboten.
Organisation
Deutlich war von Beginn an, dass eine regelmäßig besetzte Zentrale eingerichtet werden musste, um den Aufwand mit der Organisation laufender und dazu schrittweise erweiterter Aktivitäten bewältigt werden konnte:
„Anfangs wurde Vorsitz/Geschäftsführung/Geschäftsstelle für 6 Jahre von der Stadt Rottenburg übernommen, 2004 erfolgte der Wechsel nach Rottweil. Weil das zunächst geplante Rotationssystem der Geschäftsstelle auf Dauer große Reibungsverluste birgt und auch nur wenige Orte solche Aufgaben zusätzlich schultern können, wurde 2007 eine professionelle Geschäftsstelle mit 30% Arbeitsumfang eingerichtet.“

## Historischer und moderner Straßenverlauf

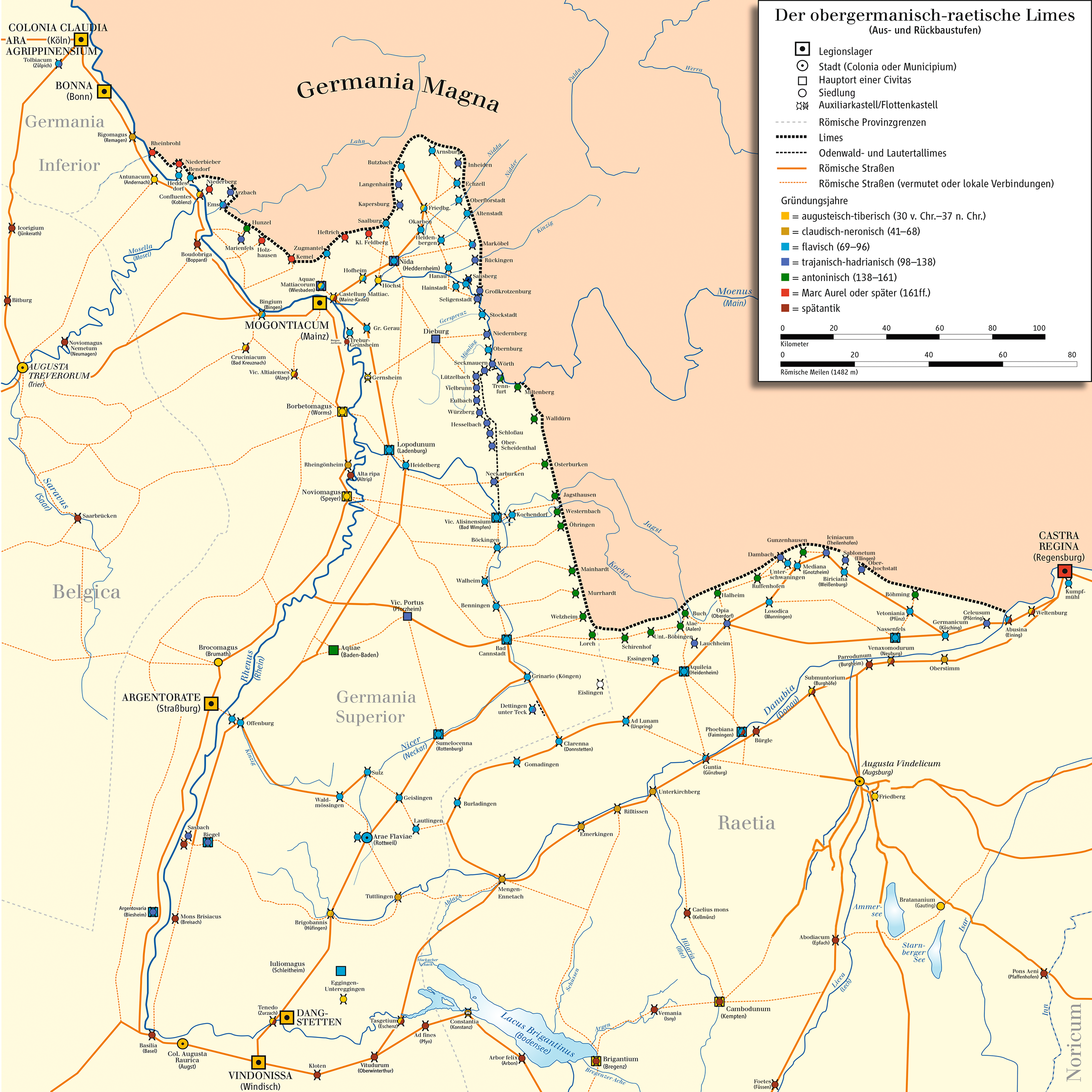
Straßenverläufe der römischen Expansion bis zum Limes

Die Bezeichnung des historischen Straßenverlaufs ist unbekannt. Der Archäologe Gerhard Fingerlin nannte das ursprüngliche Teilstück bis Hüfingen „Römische Straße vom Schweizer Mittelland in Richtung Baar/Neckargebiet“.
Der historische Straßenverlauf entstand nach einem der Augusteischen Alpenfeldzüge ab 15 v. Chr. Offiziell deklariert zur Sicherung der norditalienischen Ebene durch Unterwerfung der Alpenstämme, führte der dritte der Feldzüge mittels einer Zangenbewegung unter den Feldherren Drusus und Tiberius auch zur Besetzung des nördlichen Alpenvorlandes, der heutigen Nordschweiz.
Die Heeresgruppe des späteren Kaisers Tiberius setzte dabei von einem wahrscheinlich schon bestehenden römischen Stützpunkt beim heutigen Brugg mit der XIX. Legion über den Hochrhein und richtete dort das Legionslager Dangstetten ein. Während den über Münzfunde festgestellten sechs Jahren seiner Existenz (bis 9 v. Chr.), wurde ein uralter Handelsweg über den Pass bei Bechtersbohl zum Rheinnebenfluss Wutach über Schleitheim (das spätere Juliomagus) und nach neueren Forschungen bereits bis Hüfingen an der Donau (das spätere Brigobanne) ausgebaut und dort Positionen gesichert.
Eine forcierte Weiterführung als südliches Aufmarschbasis gegen Germanien unterblieb jedoch – wohl infolge des Tods des Heerführers Drusus, zudem politischer Ereignisse im Osten des Imperiums und später dem Scheitern eines weiter nördlich über den Rhein geführten Feldzuges in der Schlacht im Teutoburger Wald 9. n. Chr.

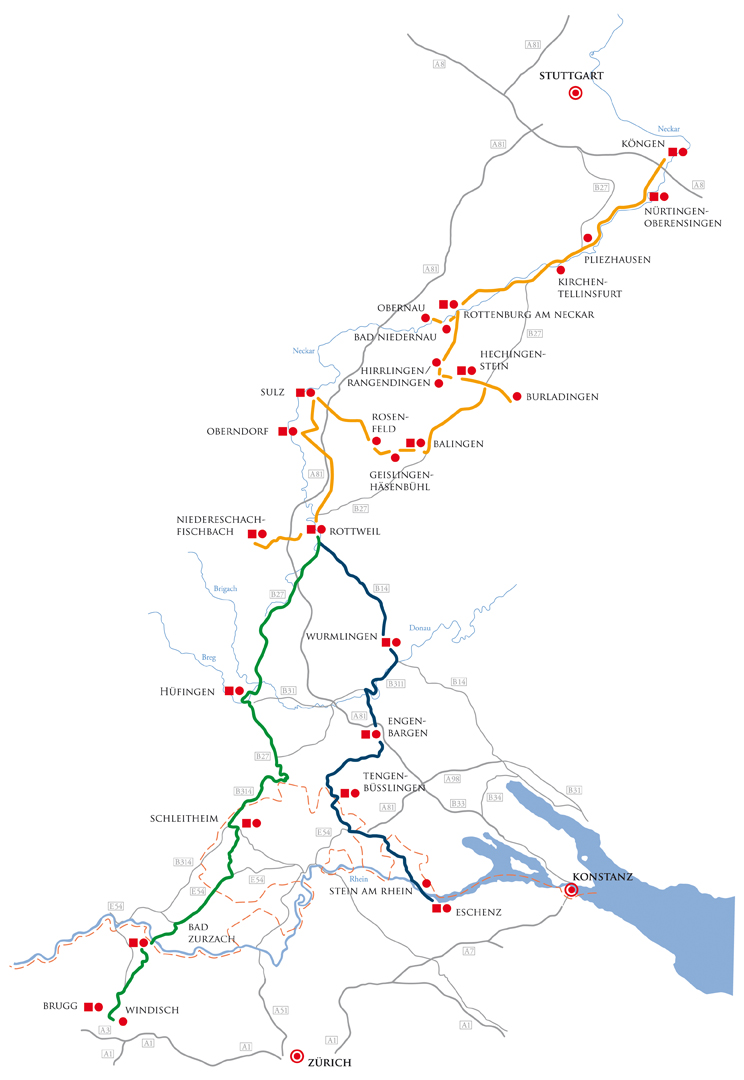
Verlauf der ‚modernen‘ Römerstraße Neckar-Alb-Aare

Erst der „Straßenbau-Kaiser“ Claudius dürfte die Streckenführung um 40 n. Chr. wieder aufgenommen haben. Endgültig etabliert wurde die Straße durch den sogenannten „Schwarzwaldfeldzug“ des Gnaeus Pinarius Cornelius Clemens 73/74 n. Chr., der die östlich geführte Donausüdstraße beim Kastell Hüfingen nach Westen durch eine Verbindung durch das Kinzigtal nach Argentorate (Straßburg) erweiterte und von Süden her von Juliomagus daran anschloss. Danach wurde das Straßenkreuz bis Arae Flaviae (Rottweil) ausgebaut und die Landschaften in mehreren Feldzügen bis zum Limes besetzt. In den folgenden 150 friedlichen Jahren war die Heeresstraße die Direktverbindung aus Italien über die Alpen nach Germanien und Bezugslinie eines Netzwerkes von Quer- und Nebenverbindungen.
Vom westlichen Ende des Bodensees aus wurde eine Heeresstraße bei Stein am Rhein über den Fluss durch den Hegau bis Rottweil geführt.
Erst im 3. Jahrhundert griffen die Alamannen den Limes an. Nach mehreren Angriffswellen und Rückeroberungen durch römische Heere sowie auch immer noch längeren friedlichen Perioden, wurden die Gebiete nördlich des Hochrheins aufgegeben. Auch von dieser Abwehrlinie wurden die Truppen 406 n. Chr. endgültig abgezogen. Dennoch scheint die keltisch-romanische Bevölkerung um ehemalige Städte und Kastelle in der Flussregion noch lange gesiedelt zu haben, denn eine alemannische Landnahme ist erst zu Beginn des 5. Jahrhunderts festgestellt. Die heutige Forschung geht von einem weitgehend konfliktfreien Miteinander aus. Gegner der Alamannen waren vielmehr die Franken, die eine expansive Staatsbildung betrieben, die ‚unorganisierten‘ Alamannen in zwei Schlachten besiegten, und ihrerseits die römischen Orte, die wichtige Verkehrsverbindungen beherrschten, besetzten und ausbauten.

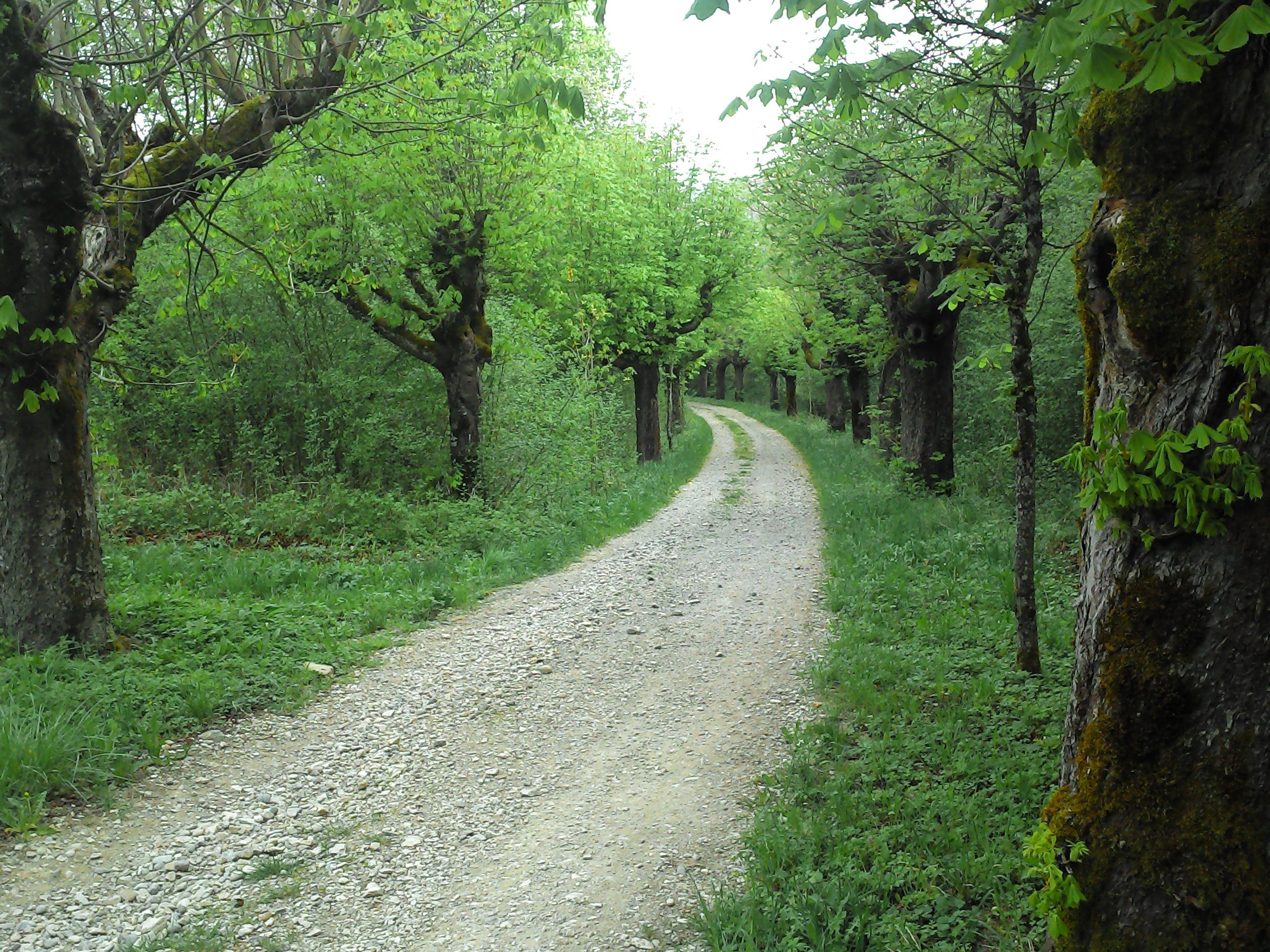
Streckenabschnitt bei Bechtersbohl. Die Bäume befinden sich innerhalb der römischen Trasse

Heutiger („moderner“) Verlauf (Beispiel)
Von Windisch/Brugg (Vindonissa) aus, weitgehend auf der Nationalstraße 5 (mit Bahnlinie), ist die Streckenführung mit dem ehemaligen Verlauf identisch, dann zweigt die Verbindung nach Bad Zurzach (Tenedo) ab. Sie führt dort über den Hochrhein fast an gleicher Stelle wie die römische Brücke zum damaligen Brückenkopf Rheinheim. Nach wenigen Kilometern wird auf der Landstraße 161 der Pass bei Bechtersbohl erreicht. An der Passhöhe führte die Heerstraße noch heute gut erkennbar geradlinig und steil abfallend in die Klettgau-Ebene, während nebenan die moderne Straße in Serpentinen hinunter führt.
Die alte Straße war mit Spursteinen gepflastert (zwei davon sind in der nahen Ruine Küssaburg noch zu sehen), ein Fuhrunternehmen mit Ochsengespannen führte schwere Wagen hinunter und hinauf. Die römische Strecke war bis zum Bau der modernen Straße 1875 in Betrieb.

## Beteiligte Orte und Institutionen (Mitglieder)
Vereinsmitglieder sind die Oberbürgermeister, Bürgermeister (Deutschland), die Stadt- oder Gemeindepräsidenten, Stadt- oder Gemeindeammänner (Schweiz), in Institutionen und Ämtern: Amtsleiter oder Vorsitzende.

### Städte und Gemeinden
- Orte der Strecke von Vindonissa bis Köngen (Teilstrecken Neckar-Alb und Neckar-Aare)

| Nr. | Stadt oder Gemeinde                   | Land        | Römischer Name | Sehenswürdigkeit                                                    |
| --- | ------------------------------------- | ----------- | -------------- | ------------------------------------------------------------------- |
| 01  | Köngen                                | Deutschland | Grinario       | Kastell (Park), Museum                                              |
| 02  | Nürtingen                             | Deutschland | unbekannt      | Villa Rustica, Museum                                               |
| 03  | Pliezhausen                           | Deutschland | unbekannt      | Merkurrelief, Tempelnachbau                                         |
| 04  | Kirchentellinsfurt                    | Deutschland | unbekannt      | Pfeilergrabmal                                                      |
| 05  | Rottenburg am Neckar                  | Deutschland | Sumelocenna    | Badeanlage, Museum über Stadtbereich                                |
| 06  | Sülchgauer Altertumsverein Rottenburg | Deutschland | -              |                                                                     |
| 07  | Bad Niedernau / Obernau               | Deutschland | -              | Quellhaus und Wasserleitung                                         |
| 08  | Eutingen                              | Deutschland | unbekannt      | Reste einer Götterhalle                                             |
| 09  | Hirrlingen                            | Deutschland | -              | Römerstraße                                                         |
| 10  | Rangendingen                          | Deutschland | -              | Römerstraße                                                         |
| 11  | Hechingen                             | Deutschland | unbekannt      | Gutsanlage mit Rekonstruktionen (siehe Nr. 13)                      |
| 12  | Hechingen-Stein (Verein)              | Deutschland | -              | Römisches Freilichtmuseum Hechingen-Stein                           |
| 13  | Burladingen                           | Deutschland | unbekannt      | Kastell Burladingen                                                 |
| 14  | Geislingen (Zollernalbkreis)          | Deutschland | unbekannt      | Kastell Geislingen/Häsenbühl                                        |
| 15  | Rosenfeld                             | Deutschland | unbekannt      | Villa Rustica Römerbad (Freilichtanlage)                            |
| 16  | Sulz am Neckar                        | Deutschland | unbekannt      | Kastell Sulz                                                        |
| 17  | Oberndorf am Neckar                   | Deutschland | unbekannt      | Villa Rustica (Bochingen) (Funde in Museum)                         |
| 18  | Rottweil                              | Deutschland | Arae Flaviae   | Römischer Hauptort (Civitas), Dominikanermuseum                     |
| 19  | Niedereschach                         | Deutschland | unbekannt      | Villa Rustica / Thermen                                             |
| 20  | Hüfingen                              | Deutschland | Brigobannis    | Kastell Hüfingen                                                    |
| 21  | Schleitheim                           | Schweiz     | Juliomago      | Thermenmuseum und Gebäudefundamente                                 |
| 22  | Bad Zurzach                           | Schweiz     | Tenedo         | Doppelkastell Kirchlibuck-Sidelen / Museum Höfli                    |
| 23  | Verena-Stiftung (Zurzach)             | Schweiz     | Tenedo         | Verenamünster                                                       |
| 24  | Bad Zurzach Tourismus                 | Schweiz     | Tenedo         | Römisches Militärlager Zurzach: Frühes Kastell beim Schloss Zurzach |
| 25  | Brugg                                 | Schweiz     | Vindonissa     | Vindonissa-Museum                                                   |
| 26  | Windisch                              | Schweiz     | Vindonissa     | Legionslager und Zivilsiedlung, Amphitheater                        |
| 27  | Gesellschaft Pro Vindonissa           | Schweiz     | -              |                                                                     |
| 28  | Museum Aargau                         | Schweiz     | Vindonissa     | Legionärspfad Vindonissa und Wasserleitungen von Vindonissa         |

- Römerstraße Rottweil–Frauenfeld (Teilstrecke Neckar–Hochrhein)

| Nr. | Stadt oder Gemeinde                        | Land        | Römischer Name | Sehenswürdigkeit                                                                    |
| --- | ------------------------------------------ | ----------- | -------------- | ----------------------------------------------------------------------------------- |
| 29  | Wurmlingen                                 | Deutschland | unbekannt      | Badeanlage (Thermen) in Schutzhaus (siehe Römisches Bad (Wurmlingen))               |
| 30  | Engen                                      | Deutschland | unbekannt      | Römischer Gutshof von Bargen (Engen)                                                |
| 31  | Tengen                                     | Deutschland | unbekannt      | Römischer Gutshof von Büßlingen                                                     |
| 32  | Stein am Rhein                             | Schweiz     | Tasgetium      | Kastell und Zivilsiedlung, Funde im Kloster Allerheiligen (Schweiz) in Schaffhausen |
| 33  | Eschenz                                    | Schweiz     | Tasgetium      | Brücke (Insel Werd) und archäologischer Lehrpfad                                    |
| 34  | Verein für Dorfgeschichte / Museum Eschenz | Schweiz     | Tasgetium      | Dorfmuseum Eschenz                                                                  |
| 35  | Pfyn                                       | Schweiz     | Ad Fines       | Kastell, Ruinen im Ortskern („Städli“)                                              |
| 36  | Frauenfeld                                 | Schweiz     | unbekannt      | Museum für Archäologie Thurgau / Römische Villa Stutheien                           |

### Ämter
| Nr. | Verband                                      | Land        |   | Webseite                        |
| --- | -------------------------------------------- | ----------- | - | ------------------------------- |
| 37  | Landkreis Rottweil Archiv, Kultur, Tourismus | Deutschland | - | Landkreis Rottweil              |
| 38  | Kantonsarchäologie Aargau                    | Schweiz     | - | Kantonsarchäologie Aargau       |
| 39  | Kantonsarchäologie Schaffhausen              | Schweiz     | - | Kantonsarchäologie Schaffhausen |
| 40  | Amt für Archäologie Thurgau                  | Schweiz     | - | Amt für Archäologie Thurgau     |
| 41  | RP Stuttgart Landesamt für Denkmalpflege     | Deutschland | - | Landesamt für Denkmalpflege     |